# Куссар
Куссар, Куссара, Кушшар — одне з найдавніших міст Малої Азії (2-е тис. до н. е.). Знаходився на південний схід від міста Хаттуса (Хатті) — припустимо, що на території сучасного мулу Йозгат.
Серед стародавніх міст-держав відбувалася боротьба за політичну гегемонію. Спочатку верх узяв місто Пурусханда (Бурушханда), правитель якої вважався «Великим царем» серед інших правителів. Пізніше ситуація змінилася на користь міста-держави Куссара.
Наприкінці ХІХ століття до н. е. цар хетів Пітханас започаткував Хетське царство, зі столицею в Куссарі.
У XVII століття до н. е. цар Лапарнас I переніс столицю до міста Хаттуса (Хатті).

## Джерело
- Радянська історична енциклопедія.